# Дамагарам (султанат)
Султанат Дамагарам — государство, существовавшее на территории современного южного Нигера с 1731 года до французской колонизации. Столицей султаната был Зиндер.

## Возникновение
Султанат Дамагарам был основан в 1731 году вождями народа канури во главе с Малламом, ставшим первым султаном Дамагарама. Султанат был вассальным государством империи Канем-Борно, давно к тому времени прошедшей пик своего развития, и быстро завоевал другие государства на западе Борно. К XIX веку Дамагарам поглотил 18 государств.
В 1736 году столица султаната была перенесена в Зиндер, бывший небольшим поселением хауса. После этого Зиндер быстро стал важным центром транссахарской торговли. Построенная после переноса столицы большая крепость стала центром торговли с Канем-Борно.

## Расцвет

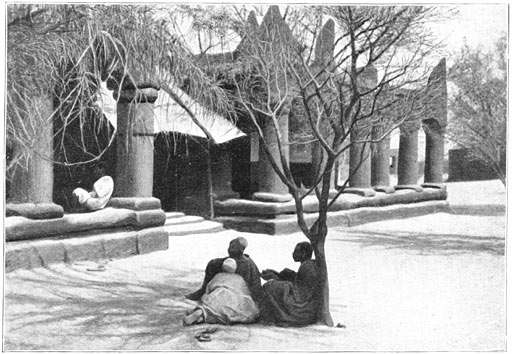
Двор султанского дворца в Зиндере (1906)

Непосредственным конкурентом Дамагарама в регионе был находившийся южнее, на территории современной Нигерии, халифат Сокото. С одной стороны, Дамагарам старался поддерживать хорошие отношения с Сокото, с другой — оказывал помощь мелким государствам на западе, входившим в сферу влияний Сокото. Зиндер находился на пересечении двух торговых путей. Один из них вёл из Триполи в Кано, одного из султанатов Сокото. Этот путь обеспечивал благосостояние Кано. Другой путь шёл с запада на восток и соединял реку Нигер и Канем-Борно. Такое географическое положение привело к быстрому росту благосостояния Дамагарама. Кроме того, на территории султаната находились соляные копи, а соль в это время была очень дорогим и прибыльным продуктом.
По оценкам европейцев XIX века, султанат Дамагарам занимал территорию около 70 тысяч км², а его население достигало 400 тысяч человек, в основном хауса, туареги, фула, канури, арабы и тубу. Государством управлял султан, у которого было огромное количество жён и детей. Наследование передавалось сыну или брату. К концу XIX века армия султана насчитывала 30 000 пехотинцев и 5000 конников. На вооружении султана состояли также около десятка артиллерийских орудий, произведённых в Зиндере. Союзниками султана, в случае войны оказывавшими ему военную помощь, были также туареги конфедерации Кель-Грес.

## Французская колонизация
В 1890-е годы, когда французы начали массово проникать в центральную Африку, Зиндер был единственным городом на территории современного Нигера с населением более 10 тысяч человек. Дамагарам оказался в отчаянном положении, когда с запада ему угрожали французские войска, а с юга и востока — армия Рабих аз-Зубайра, создавшего мощное государство на территории современного Чада. В 1898 году капитан французской армии Мариус Габриэль Каземажу провёл три недели под защитой султана в Зиндере. У Каземажу было поручение заключить союз с Рабихом Аз-Зубайром против англичан. Приближение султана было испугано перспективой объединения двух своих основных противников, и в результате Каземажу был убит одной из партий, в то время как другие партии помогли остальным французам бежать. В 1899 году в Дамагарам прибыли остатки французской военной экспедиции, которой было поручено завоевание современной территории Нигера. Целью миссии в Дамагараме было отомстить за убийство Каземажу. 30 июля 1899 года в 10 км от Зиндера произошла битва при Тирмини, в которой французско-сенегальские войска победили армию султана и затем взяли Зиндер.
В результате колониального раздела Африки Дамагарам отошёл к Франции, а султанаты Сокото — к Англии, что нарушило традиционные торговые связи в регионе. В 1911 году в Зиндере был размещён административный центр Военной территории Нигер, однако в 1926 году в связи с восстаниями хауса на востоке Нигера и улучшением отношений французов с джерма на западе столица была перенесена в Ниамей. Это привело к существенному падению значения Зиндера.
Султанат сохранился и после завоевания Нигера французами, и после установления независимости Нигера, и существует по сей день как церемониальный.